# Pilichy
Pilichy – wieś w Polsce położona w województwie łódzkim, w powiecie łęczyckim, w gminie Łęczyca.
Miejscowość wchodzi w skład sołectwa Siedlec.
W latach 1975–1998 miejscowość administracyjnie należała do województwa płockiego.